# NGC 2
NGC 2 is een spiraalvormig sterrenstelsel in het sterrenbeeld Pegasus. Het hemelobject ligt op ongeveer 300 miljoen lichtjaar afstand van de Aarde en werd op 20 augustus 1873 ontdekt door de Ierse astronoom Lawrence Parsons.

## Alpheratz
Samen met het stelsel NGC 1 staat NGC 2 op ongeveer 1°30' ten zuidzuidwesten van Alpheratz (alpha Andromedae), de ster die de noordoostelijke hoek vormt van het gemakkelijk te herkennen asterisme Herfstvierkant, gevormd door de sterren alpha, beta, en gamma van het sterrenbeeld Pegasus, met als vierde ster alpha Andromedae.

## Synoniemen
- PGC 567
- UGC 59
- MCG 4-1-26
- ZWG 477.55
- ZWG 478.27
- KCPG 2B